# Hermann H. Zagel
Hermann Heinrich Richard Zagel (* 19. Januar 1859 in Columbus, Indiana, USA; † 6. Januar 1936 in Peoria, Illinois, USA) war ein deutschsprachiger US-amerikanischer Autor, der auch der deutschsprachige Mark Twain genannt wurde. Er arbeitete als lutherischer Lehrer in Louisiana, Missouri und Illinois.

## Werke
- Zagels Allerlei; St. Louis, Mo., U. S. A.: Lange, 1930.
- Aus Frühlingstagen: Erinnerungen aus dem fröhlichen Bubenleben; St. Louis, Mo.: Louise Lange, 1929.
- Dies und Das und noch Etwas; St. Louis, Mo.: Louise Lange, 1908.
- Reisebilder aus den Vereinigten Staaten; St. Louis, Mo.: Louis Lange, 1907.
- Jack Roostand; St. Louis, Mo.: Louis Lange Publishing Company, 1912,
- Gathering nuts in Hockemeyer's Woods; Manuskript.